# Richard Evan Schwartz
Richard Evan Schwartz (* 11. August 1966 in Los Angeles) ist ein US-amerikanischer Mathematiker, der sich mit geometrischer Gruppentheorie, Geometrie und Dynamischen Systemen vom Billard-Typ befasst.

## Leben
Schwartz studierte an der University of California, Los Angeles (Bachelor-Abschluss 1987) und wurde 1991 an der Princeton University bei William Thurston promoviert (The limit sets of some infinitely generated Schottky groups). Er lehrte an der University of Maryland und ist Professor an der Brown University.
1992 führte er die Pentagramm-Abbildung (Pentagram map) ein, eine Abbildung von geschlossenen konvexen Polygonen (auf das Polygon, das durch die Schnittstellen der kürzesten Diagonalen gebildet wird) in der reellen projektiven Ebene, die als diskretes Dynamisches System betrachtet werden kann. Es ist sogar exakt integrierbar.
1989 bewies er eine Vermutung von Goldman und John Parker, die eine vollständige Beschreibung des Modulraums der komplexen hyperbolischen idealen Dreiecks-Gruppe liefert.
2007 bewies er die Existenz von unbeschränkten Orbits von Outer Billards (ein dynamisches System, das in den 1950er Jahren von Bernhard Neumann als Spielzeug-Modell für Himmelsmechanik eingeführt wurde).
Er schrieb ein Kinderbuch über Mathematik, ursprünglich aus Comics entstanden, die er für seine Tochter zeichnete.
2002 war er Invited Speaker auf dem Internationalen Mathematikerkongress in Peking (Complex hyperbolic triangle groups) und ebenfalls 2022 (A survey lecture on billards). Er ist Fellow der American Mathematical Society. Ab 1996 war er Forschungsstipendiat der Alfred P. Sloan Foundation (Sloan Research Fellow).

## Schriften
- Spherical CR Geometry and Dehn Surgery, Annals of Mathematics Studies  165, Princeton University Press 2007
- Outer Billiards on Kites, Annals of Mathematics Studies, 171, Princeton University Press 2009
- You Can Count on Monsters A.K. Peters Ltd., 2010 (mathematisches Kinderbuch)
- Really Big Numbers, American Math Society, 2014 (mathematisches Kinderbuch)
- Mostly Surfaces, American Math Society, 2011 unformatiertes pdf
- Elementary surprises in projective geometry, Mathematical Intelligencer 2010
- Pappus' theorem and the modular group. Inst. Hautes Études Sci. Publ. Math. No. 78 (1993), 187–206 (1994).
- The quasi-isometry classification of rank one lattices. Inst. Hautes Études Sci. Publ. Math. No. 82 (1995), 133–168 (1996).
- Quasi-isometric rigidity and Diophantine approximation. Acta Math. 177 (1996), no. 1, 75–112.
- mit Benson Farb: The large-scale geometry of Hilbert modular groups. J. Differential Geom. 44 (1996), no. 3, 435–478.
- Symmetric patterns of geodesics and automorphisms of surface groups. Invent. Math. 128 (1997), no. 1, 177–199.
- Degenerating the complex hyperbolic ideal triangle groups. Acta Math. 186 (2001), no. 1, 105–154.
- Ideal triangle groups, dented tori, and numerical analysis. Ann. of Math. (2) 153 (2001), no. 3, 533–598.
- Complex hyperbolic triangle groups. Proceedings of the International Congress of Mathematicians, Vol. II (Beijing, 2002), 339–349, Higher Ed. Press, Beijing, 2002.
- Unbounded orbits for outer billiards. I. J. Mod. Dyn. 1 (2007), no. 3, 371–424.
- mit Valentin Ovsienko, Serge Tabachnikov: The pentagram map: A discrete integrable system. Comm. Math. Phys. 299 (2010), no. 2, 409–446.
- mit Valentin Ovsienko, Serge Tabachnikov: Liouville-Arnold integrability of the pentagram map on closed polygons. Duke Math. J. 162 (2013), no. 12, 2149–2196.